# GRASS
GRASS GIS (Geographic Resources Analysis Support System，地理资源分析支持系统) 是一个免费、开放源代码的地理信息系统（GIS），可用于处理栅格、拓扑矢量、影像和图表数据。
GRASS 在GPL下发布，可以在多个平台上运行，包括Mac OS X、Windows和Linux。用户可以通过图形用户界面（内置的基于 X Window系统的 GUI 或通过 Quantum GIS）使用该软件的功能；也可以通过改进的 shell 直接使用它的模块。
GRASS 6 版本采用新的拓扑 2D/3D 矢量引擎并支持矢量网络分析。属性数据通过 .dbf 文件或基于 SQL 的数据库管理系统（如 MySQL、PostgreSQL/PostGIS 和 SQLite）来管理。该系统可以胜任3D矢量图形数据和立体像素的可视化。通过与 GDAL/OGR库的绑定，GRASS 支持多种栅格和矢量格式。其中包括 OGC-conformal简单要素，以实现与其他 GIS 软件的互操作。它也支持线性参考系统。
GRASS 开发团队是一个由来自很多地区的开发者组成的跨国群体。GRASS 是开源地理空间基金会最初的八个软件项目之一。
目前，GRASS 在中国的相关信息维护由OSGeo中国中心负责，具体包括新闻发布，镜像网站的维护，中文教程的修订。

## 架构
GRASS 支持二维和三维的栅格和矢量数据。矢量数据模型是拓扑的，意味着面是由边界和形心定义的；在单一图层中边界不能互相重叠。
GRASS 被设计成一个运行环境，执行特定 GIS 计算的工具在其中被执行。不同于典型的应用软件，一开始执行 GRASS，用户就会面对一个 UNIX shell，其中包括一个为执行 GRASS 命令（被称为模块）提供支持的改良的环境。这个环境有一个状态，其中包括一些参数如覆盖的地理区域和使用的地图投影。所有的 GRASS
模块被执行时会读取这个状态，并被额外地赋予一些特定的参数（如输入和输出的地图，或者计算中使用的值）。多数 GRASS 模块和功能可以通过 GUI 操作，作为通过 shell 操作地理数据的另外一个选择。GRASS 发行版中包含超过 300 个核心模块，此外 GRASS 网站上提供了超过 100 个用户创建的附加模块。GRASS库和核心模块用C写成，其他的模块用C、C++、Python、UNIX shell、Tcl 或其他脚本语言写成。GRASS 模块在
Unix哲学下设计，因此可以被没有C语言编程知识的用户用 shell 脚本联合起来以创建更加复杂或专业的模块。

## 历史
GRASS 的开发可以追溯到 1982 年。美国陆军工程兵团的一个分支——美国陆军建筑工程研究实验室（USA-CERL，1982-1995）开始开发 GRASS 以满足美国军方土地管理和环境规划软件的需要。在 1982 年到 1995 年间，USA-CERL 领导了许多美国联邦政府机构、大学和私人公司进行了 GRASS 的开发， 在其基础上开发了 GRASS 的核心组件。USA-CERL 在 1992 年完成了 GRASS 4.1，并在 1995 年之前发布了这个版本的五个更新和补丁。USA-CERL 也开发了 GRASS 5.0 浮点版本的核心组件。
USA-CERL 在 GRASS 4.1 版（1995）之后正式终止参与 GRASS。贝勒大学的一个团队接管了软件的开发，发布了 GRASS 4.2 版本。1999 年十月，从版本 5 开始，GRASS 软件原先的公有领域授权被更换为 GPL。
如今 GRASS 被用于全世界许多学术和商业领域，还有许多政府部门，包括 NASA、NOAA、USDA、DLR、CSIRO、美国国家公园管理局等。

## 相关链接
- GRASS GIS网站中国镜像网站：  https://web.archive.org/web/20190919141831/http://grass.osgeo.cn/
- GRASS 中文教程： https://web.archive.org/web/20140504085024/http://lab.osgeo.cn/docs/grass/

## 资料
1. ↑  GRASS 起源[], Jim Westervelt
2. ↑  GRASS Development Team. GRASS History （页面存档备份，存于）. Retrieved on 2008-03-29.